# Ommatidiotus viduus
Ommatidiotus viduus är en insektsart som beskrevs av Géza Horváth 1905. Ommatidiotus viduus ingår i släktet Ommatidiotus och familjen Caliscelidae. Inga underarter finns listade i Catalogue of Life.